# Junta governativa capixaba de 1930
A Junta governativa capixaba de 1930 governou o estado do Espírito Santo de 19 a 22 de novembro de 1930.
Foi formada por um triunvirato composto por:
- João Manuel de Carvalho[1]
- Afonso Correia Lírio
- João Punaro Bley.